# Lista planetelor minore/162301–162400
Aceasta este Lista planetelor minore/162301–162400; pentru a naviga prin lista completă vezi Lista planetelor minore.
Pentru ale detalii vezi și Proiect:Astronomie sau Portal:Astronomie.
| Nume     | Denumire provizorie | Data descoperirii | Locul descoperirii     | Descoperitor(i) |
| -------- | ------------------- | ----------------- | ---------------------- | --------------- |
| 162301 - | 1999 VX183          | 14 noiembrie 1999 | Socorro                | LINEAR          |
| 162302 - | 1999 VO184          | 15 noiembrie 1999 | Socorro                | LINEAR          |
| 162303 - | 1999 VW186          | 15 noiembrie 1999 | Socorro                | LINEAR          |
| 162304 - | 1999 VR193          | 3 noiembrie 1999  | Anderson Mesa          | LONEOS          |
| 162305 - | 1999 VD194          | 1 noiembrie 1999  | Catalina               | CSS             |
| 162306 - | 1999 VE200          | 5 noiembrie 1999  | Catalina               | CSS             |
| 162307 - | 1999 VP213          | 13 noiembrie 1999 | Catalina               | CSS             |
| 162308 - | 1999 VL225          | 5 noiembrie 1999  | Socorro                | LINEAR          |
| 162309 - | 1999 WK10           | 28 noiembrie 1999 | Kitt Peak              | Spacewatch      |
| 162310 - | 1999 WN13           | 29 noiembrie 1999 | Višnjan Observatory⁠(d) | K. Korlević     |
| 162311 - | 1999 WM17           | 30 noiembrie 1999 | Kitt Peak              | Spacewatch      |
| 162312 - | 1999 WG20           | 16 noiembrie 1999 | Socorro                | LINEAR          |
| 162313 - | 1999 WA24           | 17 noiembrie 1999 | Kitt Peak              | Spacewatch      |
| 162314 - | 1999 XE7            | 4 decembrie 1999  | Catalina               | CSS             |
| 162315 - | 1999 XC11           | 5 decembrie 1999  | Catalina               | CSS             |
| 162316 - | 1999 XY14           | 6 decembrie 1999  | Socorro                | LINEAR          |
| 162317 - | 1999 XB23           | 6 decembrie 1999  | Socorro                | LINEAR          |
| 162318 - | 1999 XQ25           | 6 decembrie 1999  | Socorro                | LINEAR          |
| 162319 - | 1999 XS26           | 6 decembrie 1999  | Socorro                | LINEAR          |
| 162320 - | 1999 XN27           | 6 decembrie 1999  | Socorro                | LINEAR          |
| 162321 - | 1999 XG30           | 6 decembrie 1999  | Socorro                | LINEAR          |
| 162322 - | 1999 XZ42           | 7 decembrie 1999  | Socorro                | LINEAR          |
| 162323 - | 1999 XA45           | 7 decembrie 1999  | Socorro                | LINEAR          |
| 162324 - | 1999 XB50           | 7 decembrie 1999  | Socorro                | LINEAR          |
| 162325 - | 1999 XC50           | 7 decembrie 1999  | Socorro                | LINEAR          |
| 162326 - | 1999 XB52           | 7 decembrie 1999  | Socorro                | LINEAR          |
| 162327 - | 1999 XA55           | 7 decembrie 1999  | Socorro                | LINEAR          |
| 162328 - | 1999 XJ59           | 7 decembrie 1999  | Socorro                | LINEAR          |
| 162329 - | 1999 XM64           | 7 decembrie 1999  | Socorro                | LINEAR          |
| 162330 - | 1999 XW65           | 7 decembrie 1999  | Socorro                | LINEAR          |
| 162331 - | 1999 XT66           | 7 decembrie 1999  | Socorro                | LINEAR          |
| 162332 - | 1999 XK101          | 7 decembrie 1999  | Socorro                | LINEAR          |
| 162333 - | 1999 XZ101          | 7 decembrie 1999  | Socorro                | LINEAR          |
| 162334 - | 1999 XP103          | 7 decembrie 1999  | Socorro                | LINEAR          |
| 162335 - | 1999 XN113          | 11 decembrie 1999 | Socorro                | LINEAR          |
| 162336 - | 1999 XT118          | 5 decembrie 1999  | Catalina               | CSS             |
| 162337 - | 1999 XK124          | 7 decembrie 1999  | Catalina               | CSS             |
| 162338 - | 1999 XT129          | 12 decembrie 1999 | Socorro                | LINEAR          |
| 162339 - | 1999 XR133          | 12 decembrie 1999 | Socorro                | LINEAR          |
| 162340 - | 1999 XT134          | 5 decembrie 1999  | Socorro                | LINEAR          |
| 162341 - | 1999 XV134          | 5 decembrie 1999  | Socorro                | LINEAR          |
| 162342 - | 1999 XT138          | 5 decembrie 1999  | Kitt Peak              | Spacewatch      |
| 162343 - | 1999 XG155          | 8 decembrie 1999  | Socorro                | LINEAR          |
| 162344 - | 1999 XX159          | 8 decembrie 1999  | Socorro                | LINEAR          |
| 162345 - | 1999 XT162          | 8 decembrie 1999  | Kitt Peak              | Spacewatch      |
| 162346 - | 1999 XX167          | 10 decembrie 1999 | Socorro                | LINEAR          |
| 162347 - | 1999 XD172          | 10 decembrie 1999 | Socorro                | LINEAR          |
| 162348 - | 1999 XT187          | 12 decembrie 1999 | Socorro                | LINEAR          |
| 162349 - | 1999 XH208          | 13 decembrie 1999 | Socorro                | LINEAR          |
| 162350 - | 1999 XX212          | 14 decembrie 1999 | Socorro                | LINEAR          |
| 162351 - | 1999 XV215          | 15 decembrie 1999 | Socorro                | LINEAR          |
| 162352 - | 1999 XS226          | 14 decembrie 1999 | Kitt Peak              | Spacewatch      |
| 162353 - | 1999 YX             | 16 decembrie 1999 | Fountain Hills⁠(d)      | C. W. Juels⁠(d)  |
| 162354 - | 1999 YQ5            | 28 decembrie 1999 | Socorro                | LINEAR          |
| 162355 - | 1999 YW5            | 29 decembrie 1999 | Socorro                | LINEAR          |
| 162356 - | 1999 YA6            | 29 decembrie 1999 | Socorro                | LINEAR          |
| 162357 - | 1999 YA7            | 30 decembrie 1999 | Socorro                | LINEAR          |
| 162358 - | 1999 YT7            | 27 decembrie 1999 | Kitt Peak              | Spacewatch      |
| 162359 - | 1999 YH22           | 27 decembrie 1999 | Kitt Peak              | Spacewatch      |
| 162360 - | 2000 AH3            | 2 ianuarie 2000   | Socorro                | LINEAR          |
| 162361 - | 2000 AF6            | 4 ianuarie 2000   | Socorro                | LINEAR          |
| 162362 - | 2000 AU23           | 3 ianuarie 2000   | Socorro                | LINEAR          |
| 162363 - | 2000 AN34           | 3 ianuarie 2000   | Socorro                | LINEAR          |
| 162364 - | 2000 AB70           | 5 ianuarie 2000   | Socorro                | LINEAR          |
| 162365 - | 2000 AK77           | 5 ianuarie 2000   | Socorro                | LINEAR          |
| 162366 - | 2000 AD83           | 5 ianuarie 2000   | Socorro                | LINEAR          |
| 162367 - | 2000 AJ101          | 5 ianuarie 2000   | Socorro                | LINEAR          |
| 162368 - | 2000 AV101          | 5 ianuarie 2000   | Socorro                | LINEAR          |
| 162369 - | 2000 AZ112          | 5 ianuarie 2000   | Socorro                | LINEAR          |
| 162370 - | 2000 AE119          | 5 ianuarie 2000   | Socorro                | LINEAR          |
| 162371 - | 2000 AY145          | 7 ianuarie 2000   | Socorro                | LINEAR          |
| 162372 - | 2000 AG149          | 7 ianuarie 2000   | Socorro                | LINEAR          |
| 162373 - | 2000 AR155          | 3 ianuarie 2000   | Socorro                | LINEAR          |
| 162374 - | 2000 AC175          | 7 ianuarie 2000   | Socorro                | LINEAR          |
| 162375 - | 2000 AK180          | 7 ianuarie 2000   | Socorro                | LINEAR          |
| 162376 - | 2000 AE191          | 8 ianuarie 2000   | Socorro                | LINEAR          |
| 162377 - | 2000 AL196          | 8 ianuarie 2000   | Socorro                | LINEAR          |
| 162378 - | 2000 AF201          | 9 ianuarie 2000   | Socorro                | LINEAR          |
| 162379 - | 2000 AF202          | 10 ianuarie 2000  | Socorro                | LINEAR          |
| 162380 - | 2000 AW225          | 12 ianuarie 2000  | Kitt Peak              | Spacewatch      |
| 162381 - | 2000 AM226          | 12 ianuarie 2000  | Kitt Peak              | Spacewatch      |
| 162382 - | 2000 AA254          | 7 ianuarie 2000   | Kitt Peak              | Spacewatch      |
| 162383 - | 2000 BN2            | 26 ianuarie 2000  | Socorro                | LINEAR          |
| 162384 - | 2000 BC6            | 28 ianuarie 2000  | Socorro                | LINEAR          |
| 162385 - | 2000 BM19           | 31 ianuarie 2000  | Socorro                | LINEAR          |
| 162386 - | 2000 BA26           | 30 ianuarie 2000  | Socorro                | LINEAR          |
| 162387 - | 2000 BN37           | 26 ianuarie 2000  | Kitt Peak              | Spacewatch      |
| 162388 - | 2000 BK39           | 27 ianuarie 2000  | Kitt Peak              | Spacewatch      |
| 162389 - | 2000 CE4            | 2 februarie 2000  | Socorro                | LINEAR          |
| 162390 - | 2000 CD13           | 2 februarie 2000  | Socorro                | LINEAR          |
| 162391 - | 2000 CZ43           | 2 februarie 2000  | Socorro                | LINEAR          |
| 162392 - | 2000 CG45           | 2 februarie 2000  | Socorro                | LINEAR          |
| 162393 - | 2000 CM81           | 4 februarie 2000  | Socorro                | LINEAR          |
| 162394 - | 2000 CW95           | 10 februarie 2000 | Kitt Peak              | Spacewatch      |
| 162395 - | 2000 CY108          | 5 februarie 2000  | Kitt Peak              | M. W. Buie⁠(d)   |
| 162396 - | 2000 CV120          | 5 februarie 2000  | Kitt Peak              | M. W. Buie      |
| 162397 - | 2000 CC135          | 4 februarie 2000  | Kitt Peak              | Spacewatch      |
| 162398 - | 2000 DP7            | 27 februarie 2000 | Needville⁠(d)           | Needville⁠(d)    |
| 162399 - | 2000 DN10           | 26 februarie 2000 | Kitt Peak              | Spacewatch      |
| 162400 - | 2000 DR22           | 29 februarie 2000 | Socorro                | LINEAR          |